# Vasas SC (piłka ręczna kobiet)
Vasas Budapeszt – węgierski klub piłki ręcznej kobiet powstały w Budapeszcie.

## Sukcesy
- Mistrzostwo Węgier:
  - : 1972, 1973, 1974, 1975, 1976, 1977, 1978, 1979, 1980, 1981, 1982, 1984, 1985, 1992, 1993
- Puchar Węgier:
  - : 1969, 1971, 1974, 1976, 1978, 1979, 1980, 1981, 1982, 1983, 1984
- Liga Mistrzyń:
  - : 1994
- Puchar Krajowych Mistrzyń:[1]
  - : 1982
  - : 1978, 1979, 1982, 1993
- Puchar Zdobywców Pucharów:
  - : 1988
- Puchar EHF:
  - : 1985